# ニッキー・シックス
フランク・カールトン・セラフィノ・フェランナ・ジュニア（Frank Carlton Serafino Feranna Jr.、1958年12月11日 ) ことニッキー・シックス (Nikki Six)は、アメリカ合衆国のロック・バンド、モトリー・クルーのベーシストで、リーダー。
「ロック界の反逆児」と呼ばれる。
作詞の才能に秀でており、実体験から綴るリリックで多くの楽曲を生み出している。他にも実験的なバンドを結成し、58や、ブライズ・オブ・ディストラクションでアルバムを発表している。
ニッキー・シックスという名は彼のバンドネームであったが、1981年に法的な手続きを行い、本名となった。
身長184cm。

## 来歴
1958年12月11日、カリフォルニア州ロサンゼルスで誕生する。父親は蒸発したため、母親と、母親の“乱暴なボーイフレンド”に育てられる。ニッキーが6歳の時、メキシコへ少しの間移住し、祖父母の住むアイダホに短期間、その後また母親とテキサス州エルパソへと移動し、ニューメキシコ州アンソニーの後、再度、祖父母の住むアイダホへ戻る。母親とは、また別に暮らすことになる。
上述の家庭環境から、10代になると破壊的になり、隣家に侵入したり、ドラッグを販売するために学校から薬剤を盗んだりするなどの悪行に手を染めており、彼の祖父母は手におえず、ニッキーを母親のいるシアトルへ送った。彼はそこに短期間だけ住み、現地の楽器屋で盗んだギターを売って稼いだお金でベースを購入し学ぶ。
17歳になり、ニッキーはロサンゼルスへ移住、酒屋と製造工場で働き、そこでシスターというバンドのオーディションをW.A.S.P.のブラッキー・ローレスと一緒に受ける。その後、ロンドンというバンドを組んだが、すぐにバンドを抜け、その間に出会ったトミー・リー、ミック・マーズと共にモトリー・クルーを結成する。
当初は良いヴォーカリストが見つからず、中々良い感触が得られなかったが、モトリー・クルーは地元で着実に人気を博していく。ほとんどは、ニッキーとトミーのルックスからくるものだった。ある日、新聞広告にヴォーカリスト募集の記事を載せ、その頃同じくロック・キャンディというバンドで活躍していたヴィンス・ニールが応募してくるが、1回目のオーディションには現れず、2回目に開いたオーディションには遅刻して現れたが、その声が一番マッチしていると感じたため、メンバーとして迎え入れた。メンバーのほとんどが、当時はまだ10代の若さだった。その頃の詳細は、自伝「The Dirt」に書綴られている。
1981年11月7日には、裁判所に書類を提出してFrank Carlton Serafino Feranna Jr.からNikki Sixxに正式改名した。
アルコール、ドラッグ中毒になり、1987年12月23日に、ヘロインの過剰摂取により心停止を起し、生死をさまよう。そんな状態のニッキーを発見した2人の人物が、当時一緒にツアーをしていたスラッシュとダフ・マッケイガンだった（一説では、発作直前まで一緒にヘロインを打っていたのはスラッシュで、驚愕したスラッシュがダフに助けを求めたとある）。緊急医療によりなんとか一命を取り留め、それを機にヘロインから手を引いた。一時は鬱に苦しみ自宅に引きこもったが、セラピーと投薬治療によって立ち直った。
1999年からは、プロデューサーとして「LAIDLOW」「58」といったバンドのアルバム制作に携わる。「58」には、自身もベーシストとして参加。自身のアクセサリーブランド「Outlow」から、シルバーアクセサリーの販売も行う。
2002年には、元L.A.ガンズのトレイシー・ガンズらと共にブライズ・オブ・ディストラクションを結成し、来日も果たしている（現在は脱退）。
2007年に、自らヘロイン中毒で生死を彷徨った時期に書かれた日記を元にした書籍「The Heroin Diaries」と、そのサントラともいえる同名のアルバムをSixx:A.M.（英語: Sixx:A.M.）（当時ガンズ・アンド・ローゼスのDJアシュバ、プロデューサーでボーカルのジェームス・マイケルと3人のプロジェクトで、3人の名前をつなげたもの）名義で発売した。2011年「This Is Gonna Hurt」、2014年「Modern Vintage」、2016年「Prayers for the Damned」とアルバムをリリース。2015年2月19日にはVAMPS主催イベントに参加という形で初来日公演を行った（VAMPARK FEST、日本武道館）。2015年4月のアメリカツアーでは、全12公演のサポート・アクトをVAMPSが務めた。

## 人物
指の関節に「1958」・「SIXX」というタトゥーを入れている。「ニッキー・シックスの代わりにベースを弾いていた」と言う人物が現れ裁判になったことから、本人と分かるように体中にタトゥーを入れているが、それらのほとんどが日本で彫られたものである。また、トレードマークの髑髏が描いてある帽子を身に着けているミック・マーズのタトゥーも彫ってある。
ベースは、ギブソン・サンダーバードやB.C.リッチ・ワーロックを愛用。ギブソン・サンダーバードについては、自身のシグネチャーモデル、Nikki Sixx Signature Thunderbird Bassが販売されている。
2度の離婚歴がある。プレイメイトのブランディ・ブラントと結婚する。子供が生まれるが、その後離婚。その後、プレイメイトのドナ・デリコと再婚し、離婚。
来日したときに胸と腕に入れ墨を入れた。心臓に近い部分に「魂」という漢字を彫っている。